# تيار أجولهاس

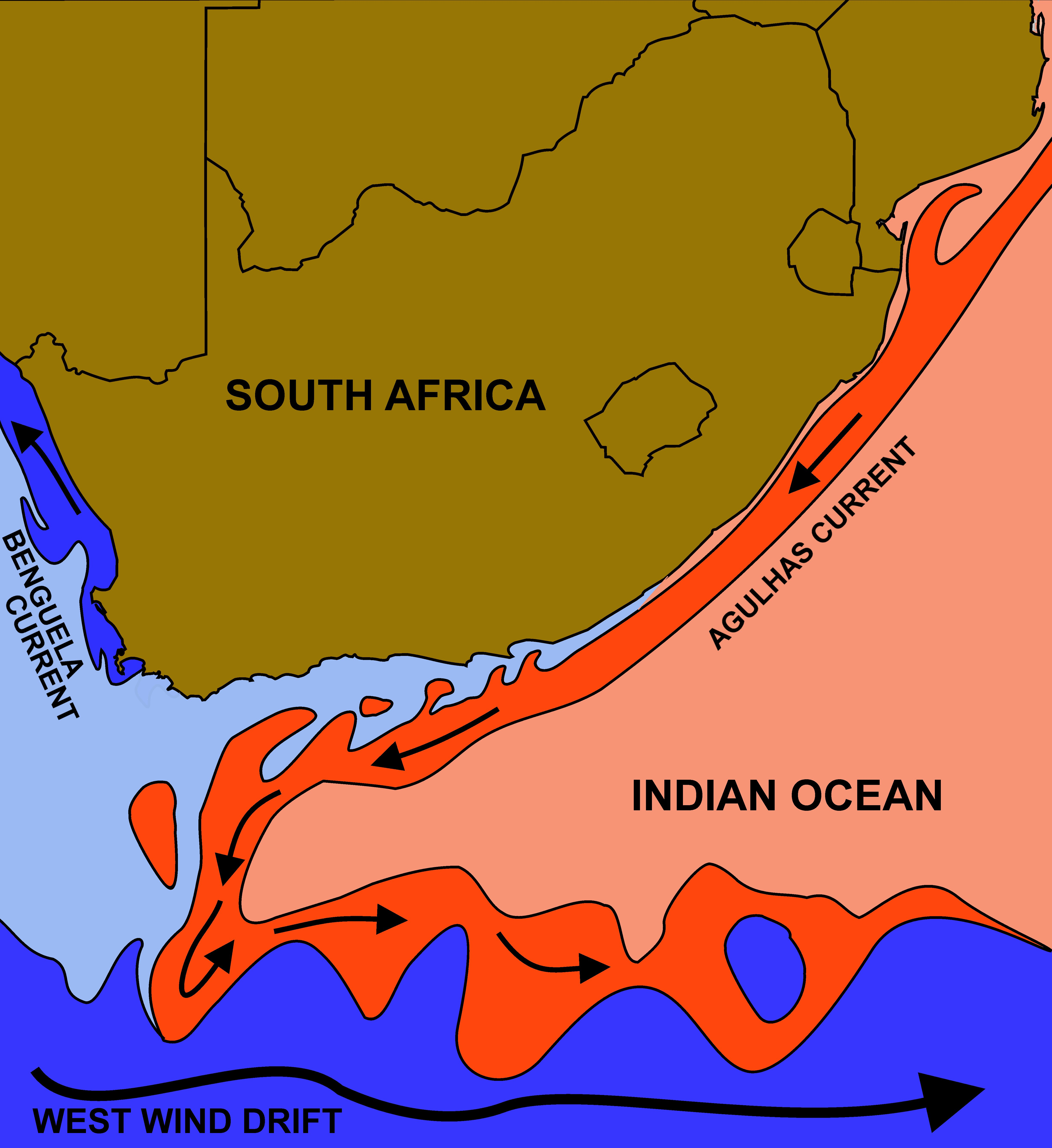
مجرى تيار أجلولهاس الدافئ (بالأحمر) بمحاذاة الشاطئ الشرقي لجنوب أفريقيا. ويظهر في الخريطة يار بنغويلا البارد (بالأزق) بمحاذاة الساحل الغربي وهو تيار منفصل لا يلتقي بأجولهاس.

تيار أجولهاس (بالإنجليزية: Agulhas current) هو تيار مائي حار يمر بمحاذاة الساحل الجنوبي الشرقي لأفريقيا، ويعد الاستمرار الجنوبي لتيار موزمبيق الحار (جنوبي خط الاستواء في المحيط الهندي الغربي), الذي يصل تأثيره حتى رأس أجولهاس في أقاصي جنوب القارة الأفريقية. يتشكل تيار أجولهاس من التقاء تيارا موزمبيق وشرق مدغشقر الدافئين جنوب غرب مدغشقر.

## المصدر
- المعجم الجغرافي المناخي